# Electronic Gaming Monthly
Electronic Gaming Monthly (EGM) es una revista estadounidense, actualmente solo digital, de reseñas e información general sobre videojuegos fundada en 1988 con un último número editado en 2014. También fue publicada una edición en español por Editorial Televisa bajo licencia de Ziff Davis Media desde 2002 en México, con Colombia y Argentina como mercados secundarios de devolución, hasta su cancelación en diciembre de 2008 debido a los problemas económicos de la licenciataria Ziff Davis Media.

## Historia de la edición estadounidense
Electronic Gaming Monthly fue fundada en el verano de 1989 por Steve Harris. Su primera edición tuvo a Mega Man en la portada. Desde sus inicios se trató de una revista hecha por conocedores para conocedores, con un énfasis especial en cubrir juegos no disponibles para el público americano. Lo que definió a la publicación fue la decisión de incluir información dedicada a todas las consolas disponibles en el mercado (aunque rara vez cubría juegos de PC). Sin embargo, durante los noventa llegó a incluir reseñas de cómics, cine y gadgets. En 2001 sufrió un rediseño general, luego otro en 2004 y otro a finales de 2006.
Desde sus inicios, Electronic Gaming Monthly ha tenido un número importante de colaboradores, muy reconocidos en la industria de los videojuegos en Estados Unidos y Japón. Entre ellos se cuentan Mike Weigan (ahora editor de la revista GamePro), Todd Zuniga, Crispin Boyer, Mark McDonald, Seanbaby, Jeremy «Norm» Scott (dibujante de cómics), John Davison (quien era editor jefe de la revista y ahora mantiene un puesto ejecutivo dentro de Ziff Davis) y el último director, Dan «Shoe» Hsu. Se hacía llamar «La revista número 1 de videojuegos» (The No. 1 Videogame Magazine) y mantenía su promesa de cobertura multiplataforma (Xbox, Xbox 360, PlayStation 2, PlayStation 3, GameCube, Wii, PSP y Nintendo DS).
La «mascota» de Electronic Gaming Monthly era una figura del juego Space Invaders.

## Historia de la edición mexicana
Editorial Televisa publicó EGM en español desde noviembre de 2002. La primera edición tuvo a Resident Evil Zero en la portada. Desde el número uno el director editorial fue Adrián Carbajal, «Carqui», un veterano de las publicaciones de videojuegos en México, pues trabajó durante gran parte de la década de 1990 en la revista Club Nintendo y luego en la revista Atomix. A partir del tercer ejemplar, se unió al equipo Daniel Avilés, «Densho», también excolaborador de Club Nintendo y de Atomix, y polémico conductor de un podcast de videojuegos en el sitio Press Start, donde hacía gala de un humor cáustico y comúnmente criticaba a su competencia. Antes de que la revista fuera cancelada Adrián abandonó su puesto en EGM para ser director editorial de OXM, la revista oficial de Xbox en México.
Durante sus cinco años en el mercado, EGM publicó sobre todo portadas con ilustraciones originales de videojuegos, y en mínimas ocasiones ilustraciones propias realizadas por dibujantes mexicanos.
Desde aquel primer número, EGM procuró mantenerse fiel a la línea y fórmula editorial de la licencia estadounidense: información multiplataforma, sentido del humor y exclusivas. Al tratarse de una licencia, se le criticó sin mucha base de que no generase demasiada información propia y que tradujera lo que la revista de Estados Unidos publicaba o publicó al mismo tiempo. Entre las secciones que se traducían (con un afortunado manejo del español y el humor, particularmente mexicano) estaban Rest of the Crap (escrita por Seanbaby), la columna de «Quartermann» y The Adventures of Hsu and Chan (del dibujante Jeremy «Norm» Scott).
Es notable que el equipo mexicano produjo sus propios artículos e hizo cobertura, aunque a una escala mucho menor que el norteamericano, de eventos tales como el E3, el Tokyo Game Show o lanzamientos de juegos. Destacan dos adiciones originales de EGM en español: la tira cómica Pac-Mac por Ricardo Cucamonga, publicada desde mayo de 2004, y la sección El espacio de Cosotas, que desde octubre de 2006, con el pretexto de dar consejos técnicos para usuarios de consolas de videojuegos, exhibía a una modelo brasileña disfrazada, parodiando a la conductora de El espacio de Cositas, un programa televisivo mexicano de los 90 dedicado a las manualidades.

## Cierre de la edición mexicana
Sobre el inesperado final de la publicación, el entonces director editorial de la revista, Adrián Carbajal, escribió:

Título: EGM en Español (2002-2008)

Lamento regresar de unas vacaciones largas y muy reconfortantes para mí donde me olvidé por completo del trabajo, no tanto de los videojuegos y que una de mis primeras tareas en la oficina sea darles una pésima noticia: la edición de EGM en español que se encuentra actualmente en los puestos de revistas (diciembre de 2008, Watchmen: The End is Nigh) es la última que verán publicada. Game Over.
Seguro que la primera pregunta que te viene a la cabeza debe ser ¿Qué fue lo que pasó? Bueno, la respuesta es simple: EGM en español es (¿o era? ¡qué complicado!) una publicación que se licenciaba a Ziff Davis en EE. UU. Ziff Davis es una compañía de medios que ha tenido problemas económicos y no garantizaba que EGM USA se siguiera publicando ininterrumpidamente durante el próximo año. Entonces, teniendo en cuenta que la editorial no sabía si iba a pagar (en dólares, para agregarle otro factor nocivo a esta situación) por una licencia con un futuro incierto, entrando a un año donde la situación es igual de incierta económicamente para todos en el mundo, decidió dar por terminada su relación. Así de simple y rápido.
Normalmente soy una persona que sigue estrictamente las normas corporativas del lugar en el que trabajo. Por lo mismo, posiblemente no me sería permitido compartir este tipo de explicación tan detallada en este blog. Pero en esta ocasión lo hago porque: 1) El consumidor de EGM en español merece un respuesta honesta de lo que pasó con su revista favorita. 2) Para que a nuestra competencia le quede claro que el mérito es 0 % suyo. 3) Porque esa es la forma en la que EGM en español te decía las cosas, y tiene que ser así hasta el final.
¿Qué les puedo decir? Obviamente me da tristeza, pues honestamente creo que EGM en español era la mejor revista de videojuegos que podías comprar en tu puesto de revistas. Aprendí mucho durante estos últimos seis años, y conviví con una serie de personas que pasaron por EGM y dejaron lo mejor de sí. Todos ellos deben sentirse satisfechos por su labor. No enlistaré a nadie para no herir susceptibilidades, pero cualquiera que haya colaborado, o que colaboró en los últimos días de esta publicación, sabe lo que pienso de su trabajo, porque normalmente me encargo de decírselo.
Quizás una de las pocas buenas noticias que hay que reportar por el momento, es que casi todo el grupo que hacía EGM en español no perderá su trabajo. Como dije, son personas muy valiosas que no deben desperdiciarse. Por ahora, no podemos comunicarles qué pasará con nosotros, pero seguro que se irán enterando.
Sobre Press Start, la página web sigue adelante. Seguiremos trabajando en los cambios comentados en la emisión 106 de Playtime y se los daremos a conocer conforme se concreten.
Y ya para finalizar, me gustaría darte las gracias a ti, lector de EGM en español, por este viaje. Ha sido la mejor etapa laboral de mi vida, y espero que hayas quedado satisfecho con ella.
GRACIAS
Adrián Carbajal

Exdirector editorial, EGM en español

## Estructura editorial
Desde sus inicios, la revista tenía una estructura similar a su contraparte estadounidense: Press Start (sección de noticias y entrevistas), artículos de fondo y revisiones (reseñas de videojuegos en el mercado). Por su naturaleza mensual, las noticias tendían a estar atrasadas, pero comúnmente estaban meses por delante del estreno de los títulos. Por eso su principal atractivo provenía de exclusivas, como reportajes y entrevistas. Lo mismo podría decirse de las reseñas, las cuales muchas veces aparecían publicadas hasta un mes después de que el juego había salido a la venta, pero la política del personal de la revista era no publicar ninguna reseña hasta haber jugado al juego ellos mismos, sin recurrir al infame "chaconazo", como se le conoció a la práctica de un redactor de Atomix (de apellido Chacón) que publicó un artículo robado de otra fuente por el que clamaba autoría original. Al tratarse de una sección que creaba polémica entre los lectores, la calidad de los juegos se calificaba con una escala de 0 a 10 (y algunas menciones adicionales, como «Juego del mes» e incluso «Porquería del mes»). El hecho de que las reseñas aparecieran después de que los juegos hubiesen salido al mercado le restaba valor práctico, pero no interés por parte de la audiencia.
Desde el rediseño del año 2004 se eliminó la sección de «previos» (vistazos adelantados a juegos que aún no estaban a la venta), y se integró como parte de los artículos de fondo. A principios del 2007 tuvo una mejora de diseño, lo cual se reflejó en sus artículos, reseñas y previos.
Típicamente, EGM incluía un póster de regalo en la revista (con imágenes de los videojuegos abordados en la edición en turno). Sin embargo, decidieron dejar de publicarlo por motivos desconocidos.

## Ediciones internacionales
EGM Italia fue probablemente la primera licencia internacional de Electronic Gaming Monthly, en 2001, pero se cerró después de solo 6 números. EGM en español fue la segunda, en noviembre de 2002. En 2003 comenzó a publicarse EGM Brasil, y desde 2006 se editan EGM Tailandia, EGM Singapur y EGM Turquía.